# Леокарпус ломкий
Леокарпус ломкий (лат. Leocarpus fragilis) — вид слизевиков семейства Physaridae.
Вид распространён в лесных биоценозах по всему земному шару. Встречается в хвойных, смешанных, мелколиственных лесах в толще гнилых пней, брёвен, под поникшей корой, на лесной подстилке и др. Сапротроф.
Вегетативное тело (плазмодий) пенистой консистенции, жёлто-оранжевое. Спорангии тесно скученные или в пучках 2—4 мм высотой, грушевидные или короткоцилиндрические, изредка почти шаровидные, сидячие или чаще висячие на белесой ножке, буровато-жёлтые или каштаново-коричневые. Споры крупнобородавчатые, в массе чёрные.